# Proyección de Robinson

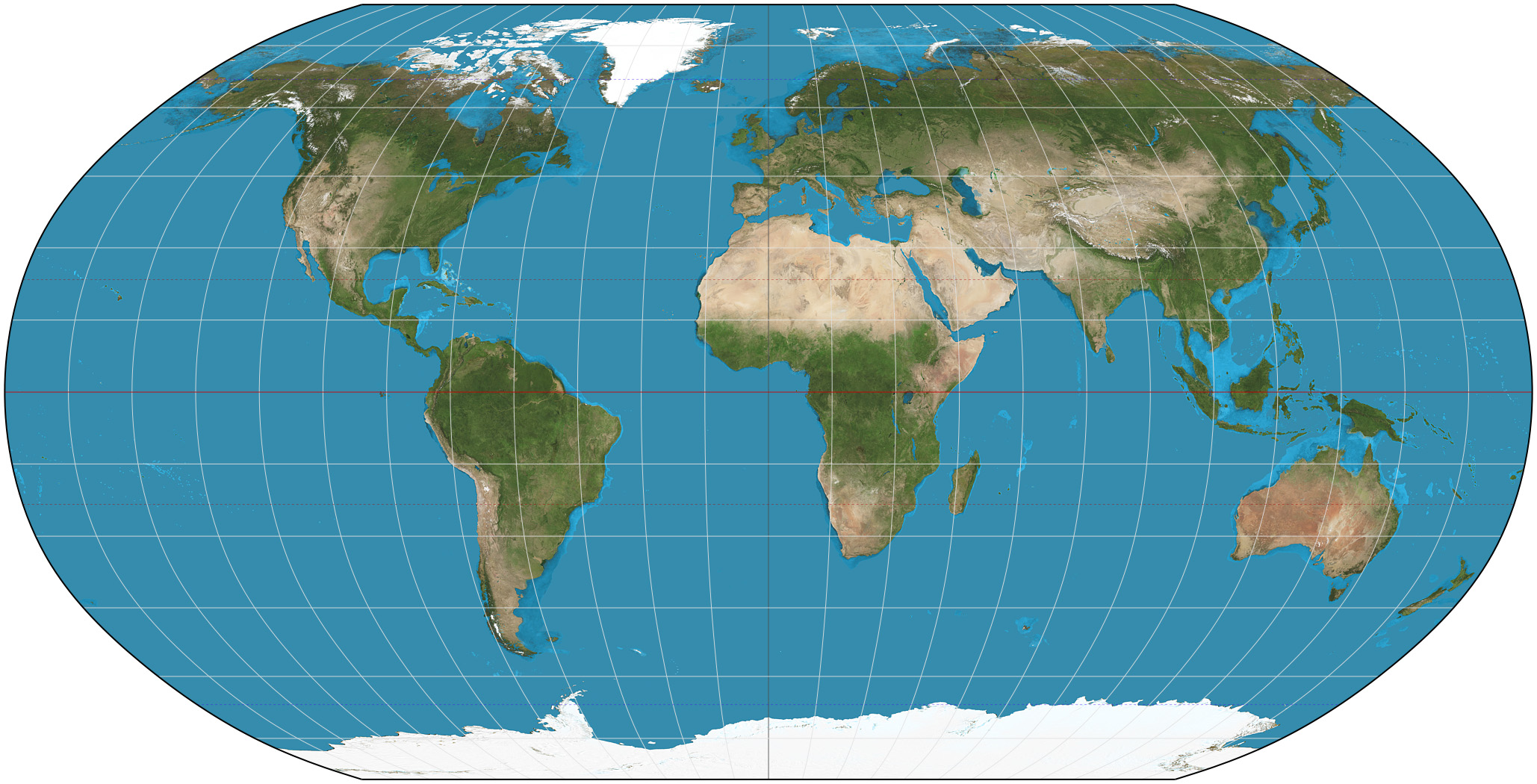
Una proyección de Robinson de la Tierra.

La proyección de Robinson con la Indicatriz de Tissot de deformación

La proyección de Robinson es una proyección cartográfica del mapamundi, que muestra todo el mundo en un plano. Fue creada específicamente con el objetivo de encontrar un buen consenso al problema de mostrar fácilmente el globo completo en una imagen plana. 
La proyección de Robinson es una realización de Arthur H. Robinson en 1961, y fue usada por Rand McNally desde la década de 1960 y por la National Geographic Society entre 1988 y 1998, siendo reemplazada por la proyección de Winkel-Tripel.

## Ventajas y desventajas
La proyección de Robinson no es ni equiárea (o equivalente) ni conforme, abandonando ambas propiedades por un consenso. El creador pensó que esto producía una mejor visión de la totalidad que la que se hubiese logrado respetando las propiedades anteriormente nombradas. Los meridianos se curvan suavemente, evitando extremos, pero al mismo tiempo estira los polos en largas líneas en vez de dejarlos como puntos. 
Por lo tanto la distorsión cercana a los polos es severa pero rápidamente pasa a niveles moderados a medida que nos alejamos de ellos. Los paralelos rectos implican una severa distorsión angular en las altas latitudes cerca de los márgenes del mapa, un problema inherente a todas las proyecciones seudocilíndricas. De todas formas, en el momento en que fue desarrollada, la proyección efectivamente consiguió el objetivo de Rand McNally de producir atractivas imágenes del todo el mundo. 

## Especificaciones
La proyección está definida por la siguiente tabla:
| Latitud | PNES   | DURS   |
| ------- | ------ | ------ |
| 00      | 1.0000 | 0.0000 |
| 05      | 0.9986 | 0.0620 |
| 10      | 0.9954 | 0.1240 |
| 15      | 0.9900 | 0.1860 |
| 20      | 0.9822 | 0.2480 |
| 25      | 0.9730 | 0.3100 |
| 30      | 0.9600 | 0.3720 |
| 35      | 0.9427 | 0.4340 |
| 40      | 0.9216 | 0.4958 |
| 45      | 0.8962 | 0.5571 |
| 50      | 0.8679 | 0.6176 |
| 55      | 0.8350 | 0.6769 |
| 60      | 0.7986 | 0.7346 |
| 65      | 0.7597 | 0.7903 |
| 70      | 0.7186 | 0.8435 |
| 75      | 0.6732 | 0.8936 |
| 80      | 0.6213 | 0.9394 |
| 85      | 0.5722 | 0.9761 |
| 90      | 0.5322 | 1.0000 |

La tabla está indexada por latitud, usando interpolación. La columna PENS corresponde a la longitud de los PNES a determinada latitud, y la columna DROS está multiplicada por 9999 para obtener la distancia de aquellos meridianos desde la tabla. el  están igualmente espaciados a lo largo de cada paralelo